# Rosina Ferrario
Rosina Ferrario, née le 28 juillet 1888 à Milan et morte le 3 juillet 1957 dans cette même ville, est une aviatrice italienne. Elle obtient sa licence de pilote le 3 janvier 1913, devenant ainsi la première femme italienne et la huitième femme au monde à obtenir cette certification.